# Sent Antonin (Tarn i Garona)
Sent Antonin (en francès Saint-Antonin-Noble-Val) és un municipi del departament francès Tarn i Garona, a la regió d'Occitània del sud-oest de França.

## Geografia
Situat entre dos rius, la Boneta i l'Avairon, Sent Antonin és una de les poques viles medievals que han sobreviscut al pas del temps. Voltada per muralles fortificades, és protegida per les gorges de l'Avairon i els penya-segats del Ròc d'Anglars a més de tenir el seu sector oest circuït pel bosc de la Gresinha.

## Demografia
| 1962                                       | 1968  | 1975  | 1982  | 1990  | 1999  | 2006  |
| ------------------------------------------ | ----- | ----- | ----- | ----- | ----- | ----- |
| 1.729                                      | 1.814 | 1.743 | 1.830 | 1.867 | 1.887 | 1.797 |
| Des de 1962: població sense dobles comptes |       |       |       |       |       |       |

## Administració
| Període   | Identitat    | Partit |
| --------- | ------------ | ------ |
| 1994-2008 | Jean Spénale | PS     |
| 2008-     | Gérard Agam  |        |